# Thalassoma duperrey
 Thalassoma duperrey és una espècie de peix de la família dels làbrids i de l'ordre dels perciformes que es troba a les Illes Hawaii.
Els mascles poden assolir els 28 cm de longitud total.